# Herschel Grynszpan
Herschel Grynszpan (Hanôver, 28 de março de 1921 – Hanôver, 1942) foi um judeu polonês/polaco radical e revolucionário que cresceu na República de Weimar e aos 17 anos atirou no terceiro secretário da embaixada alemã, Ernst vom Rath, em Paris, em um ato semelhante a Gavrilo Princip. No dia 9 de novembro de 1938 a morte de vom Rath seria a desculpa usada para o pogrom Noite dos Cristais. 
Herschel Grynszpan nasceu em Hanôver filho de Sendel e Rifka Grynszpan um casal de judeus poloneses. A familia tinha meios modestos e Sendel trabalhava como alfaiate. Herschel era o filho caçula e um dos três a sobreviveram( os outros eram seu irmão Markus e a irmã Esther Beile, também chamada Bertha). Inicialmente, Herschel estudou em uma escola pública em Hanôver, mas em maio de 1935 foi para Yeshiva de Frankfurt am Main com o objetivo de aprender a cultura judaica e hebraico. 
Em 1938, uma série de eventos históricos ocorreram na Europa, levando a uma revisão do sistema de Versalhes de tratados que encerraram a Primeira Guerra Mundial. O primeiro é o Anschluss, seguido da Ocupação alemã da Checoslováquia e do Acordo de Munique. A Primeira Arbitragem de Viena acontece no dia 2 de novembro de 1938. Tudo acontece graças à chamada política de apaziguamento. E no momento em que as críticas a essa política caíam, o judeu radical executou o assassinato, que por enquanto provocou a reação de simpatia exatamente oposta ao político de Hitler e desamarrou as mãos do Führer para a continuação de sua política.
Na manhã de segunda-feira, 7 de novembro de 1938, comprou um revólver e uma caixa de balas, depois dirigiu-se para a embaixada alemã e pediu para ver um responsável pela embaixada. Após ser levado para o gabinete de Ernst vom Rath, Grynszpan disparou cinco tiros contra Vom Rath, dois dos quais o atingiram no abdómen. Vom Rath era um diplomata do Ministérios das Relações Exteriores que tinha tinha uma opinião anti-nazi, por causa do tratamento que os nazis davam aos judeus, e estava sob a investigação da Gestapo por ser politicamente pouco confiável. Grynszpan não tentou escapar da polícia francesa e confessou livremente os disparos. No seu bolso, tinha um postal para a sua família com a mensagem: "Que Deus me perdoe ... Tenho que protestar assim para que todo o mundo ouça o meu protesto, e que o vou fazer."
Durante a Batalha de França, Herschel Grynszpan foi capturado pela Gestapo e transferido para um campo de concentração em território alemão. Os planos eram de que, após o fim da Segunda Guerra Mundial, com sua presença no banco dos réus, fosse realizado um julgamento criminal mundial semelhante ao ocorrido após o Incêndio do Reichstag para provar a conspiração judaica contra a Alemanha e a culpa de atear fogo à Segunda Guerra Mundial. O resultado da Segunda Guerra Mundial frustrou esse plano, e Herschel Grynszpan morreu em um campo de concentração alemão.